# Aura Andreea Munteanu
Aura Andreea Munteanu, também conhecida apenas por Andreea Munteanu (Constança (Romênia), 20 de setembro de 1988) é uma ginasta romena que compete em provas de ginástica artística.
Munteanu iniciou na ginástica em 1994 no CSS Farul Constanţa club. Iniciou na equipe nacional em 2002. Em 2003 conquistou a medalha de prata por equipes no Campeonato Mundial em Anaheim, Estados Unidos. Se retirou das competições em 2006.